# جيمس ستيفينسون (ممثل)
جيمس ستيفينسون، من مواليد 14 أبريل 1889، وتوفي بتاريخ 29 يوليو 1941، هو ممثل بريطاني سينمائي، وشارك في عدة أفلام، ومنها فيلم اعترافات جاسوس نازي.

## المواقع الخارجية
- James Stephenson في قاعدة بيانات الأفلام على الإنترنت
- James Stephenson  على موقع أول موفي
- جيمس ستيفينسون (ممثل) على موقع فايند أغريف